# 新都东站
新都东站，位于中華人民共和國四川省成都市新都区绕城大道东一段，是西成客运专线上的高铁站，于2014年12月20日启用营运，成都铁路局绵阳车务段管辖。未來成都地铁3号线也将延伸至此。

## 車站周邊

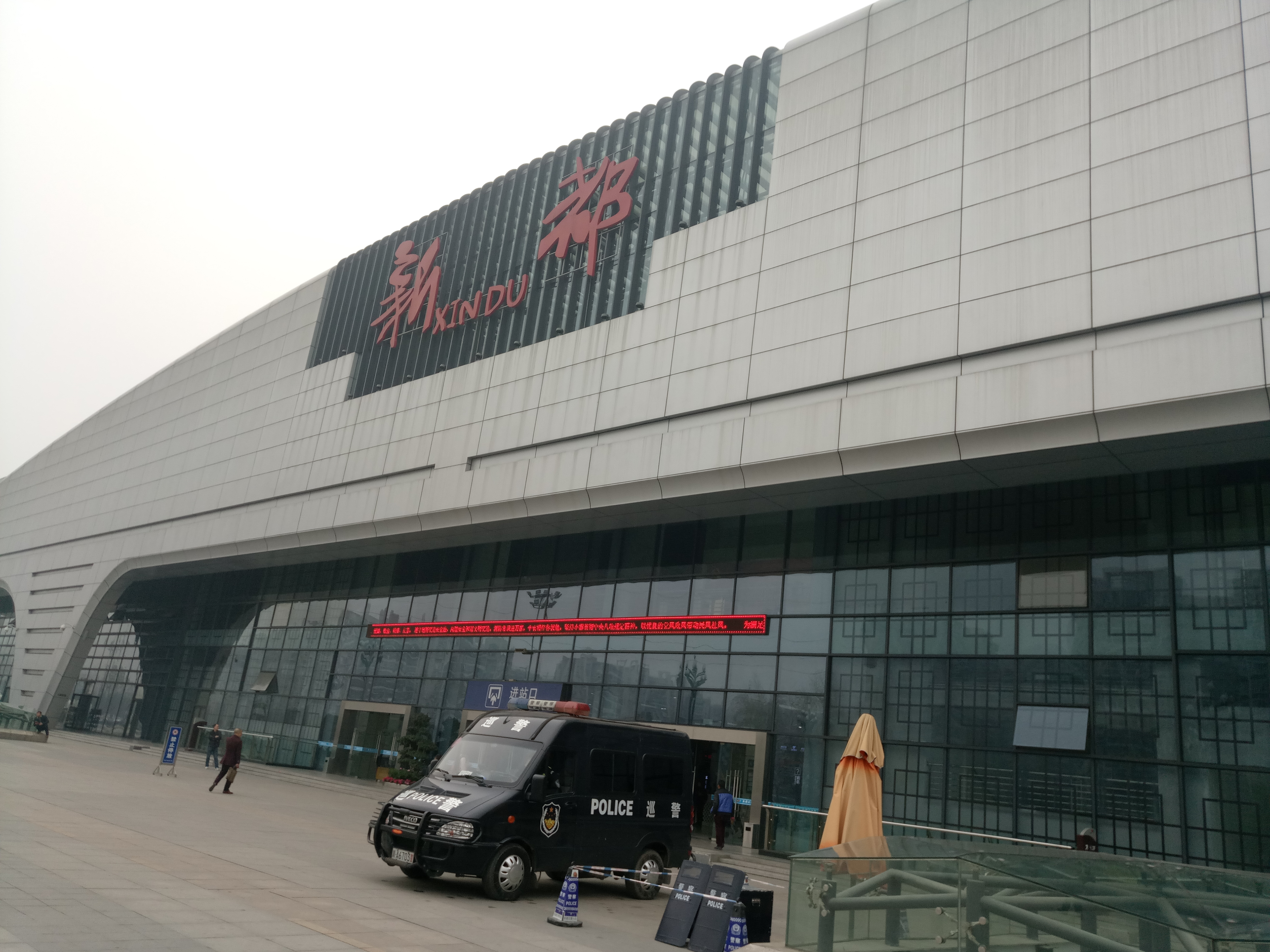
新都客运枢纽站

- 成都市新都区人民医院
- 配套汽车站：新都客运枢纽站
- 7天连锁酒店 成都新都学院路店
- 新都区星期天商务酒店万和店
- 新都圣爱万和诊所
- 昊昊购物中心
- 万和临时市场
- 京昆高速公路
- 新都街道崇义村村民委员会
- 四川音乐学院新都校区

## 歷史
- 2014年12月20日通車啟用。[2]

## 外部連結
- 中国铁路客户服务中心 （页面存档备份，存于）